# Musée de l’École de Nancy

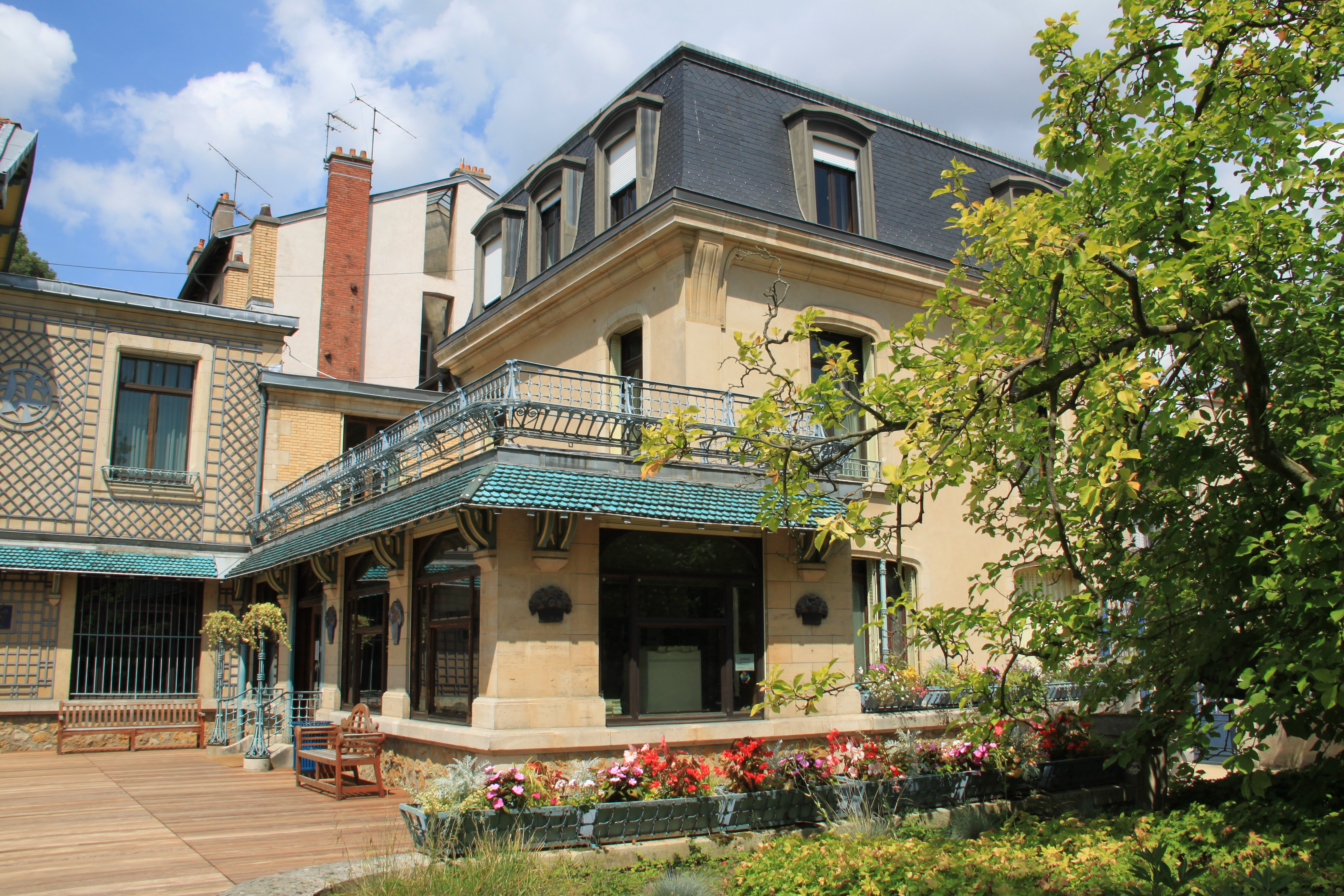
Eingang zum Museum

Das Musée de l’École de Nancy in der Rue du Sergent Blandan 36–38 in Nancy wurde 1954 auf dem ehemaligen Anwesen des Kunstmäzens Eugène Corbin eröffnet und stellt Kunstwerke des Jugendstils aus.
Nancy hatte sich im 19. Jahrhundert zu einem Zentrum des Jugendstils (Art Nouveau) entwickelt und bedeutende Künstler hatten sich 1901 zur École de Nancy zusammengeschlossen. Der Unternehmer und Mäzen Eugène Corbin schenkte seiner Heimatstadt Nancy im Jahr 1935 mehr als 700 Werke aus seiner Sammlung. 1951 erwarb die Stadt Nancy das ehemalige Anwesen des Eugène Corbin und entwickelte es zu einem Jugendstilmuseum. Schwerpunkte der Ausstellung sind Werke von Émile Gallé, Eugène Vallin, Gebrüder Daum (Kristallarbeiten), Jacques Gruber (Fenster) und Victor Prouvé.

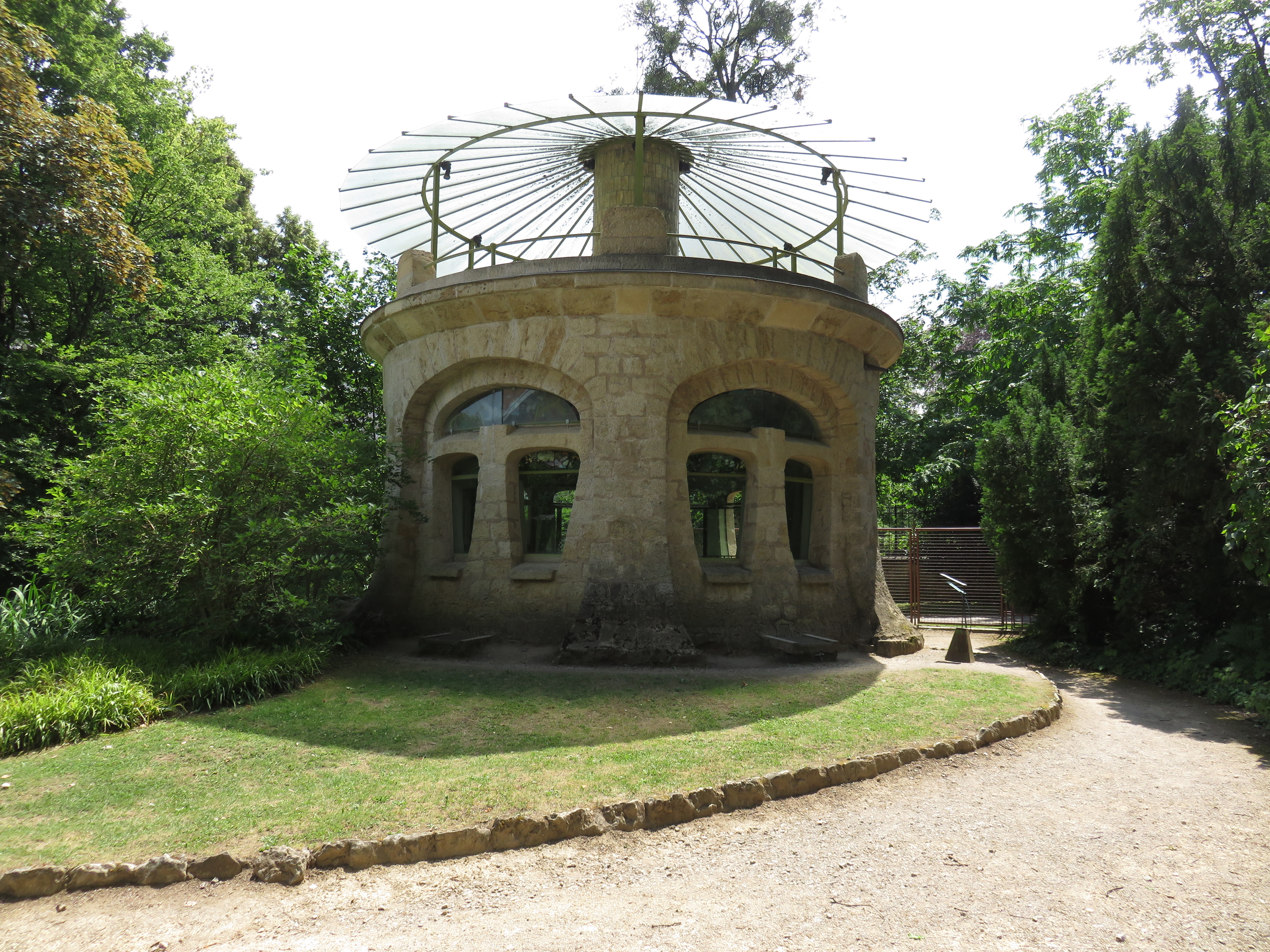
Aquarium im Garten
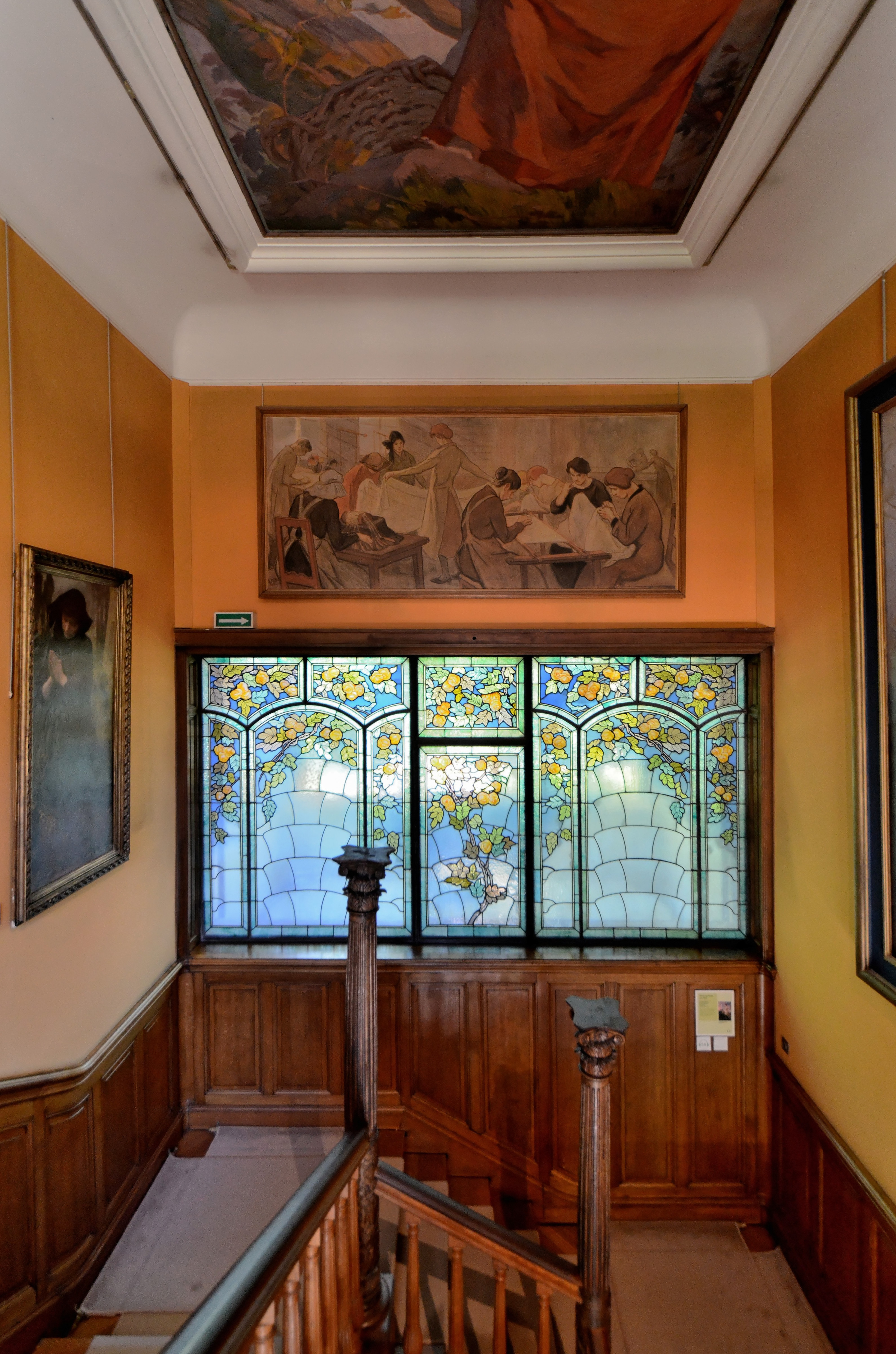
Treppenaufgang mit Fenster (Gruber)
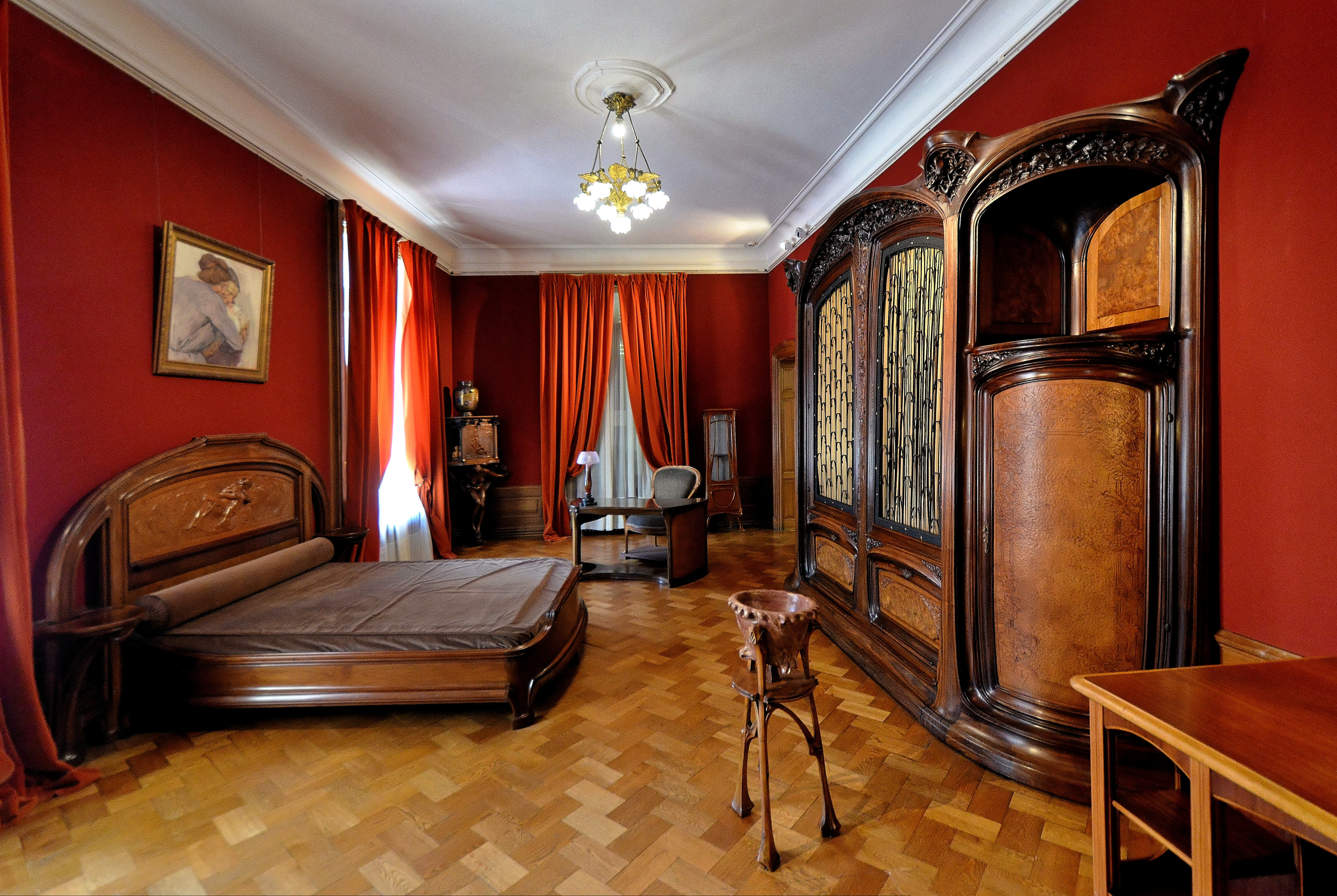
Rotes Zimmer
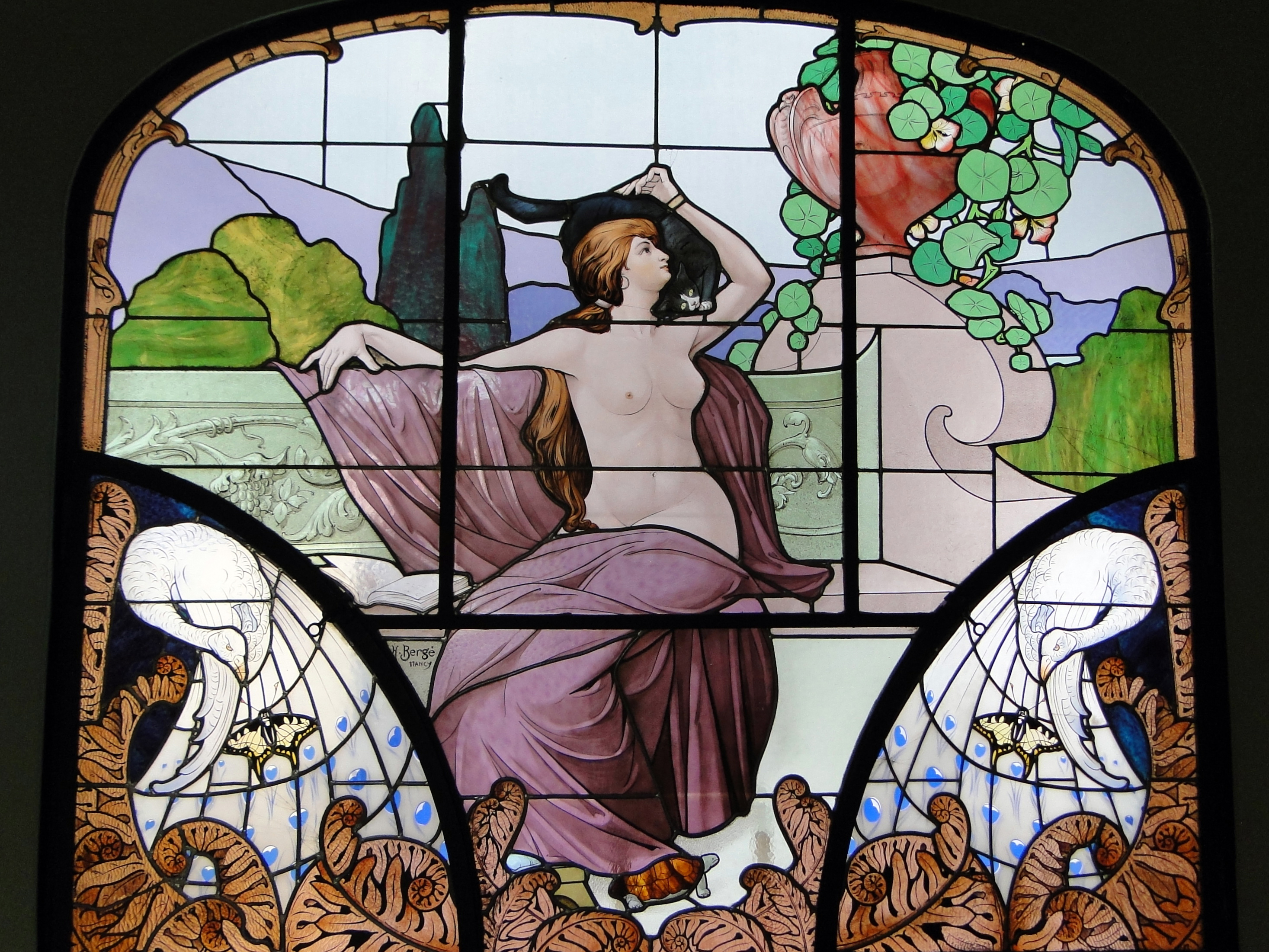
Fenster (Henri Bergé)
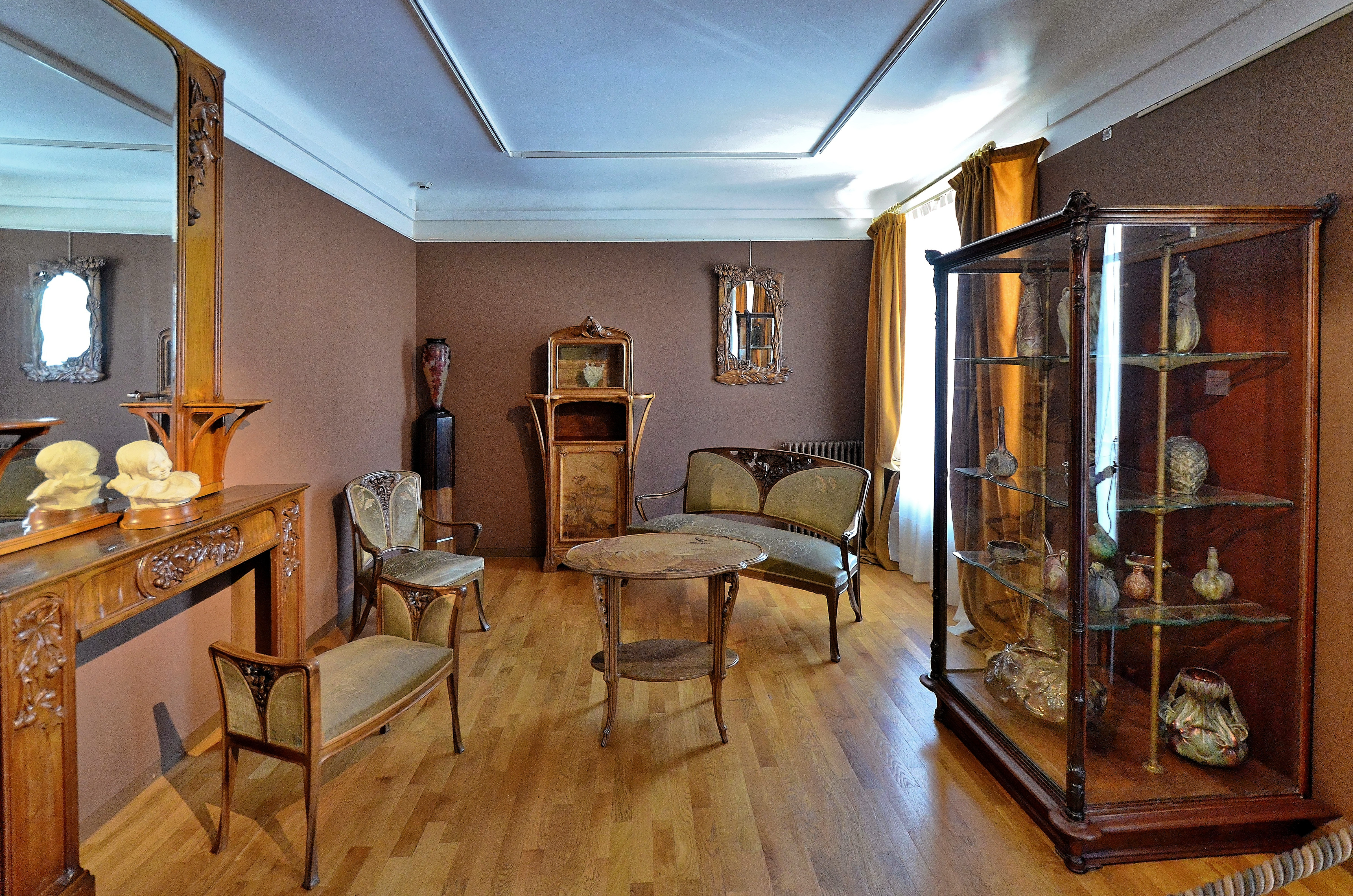
Zimmereinrichtung
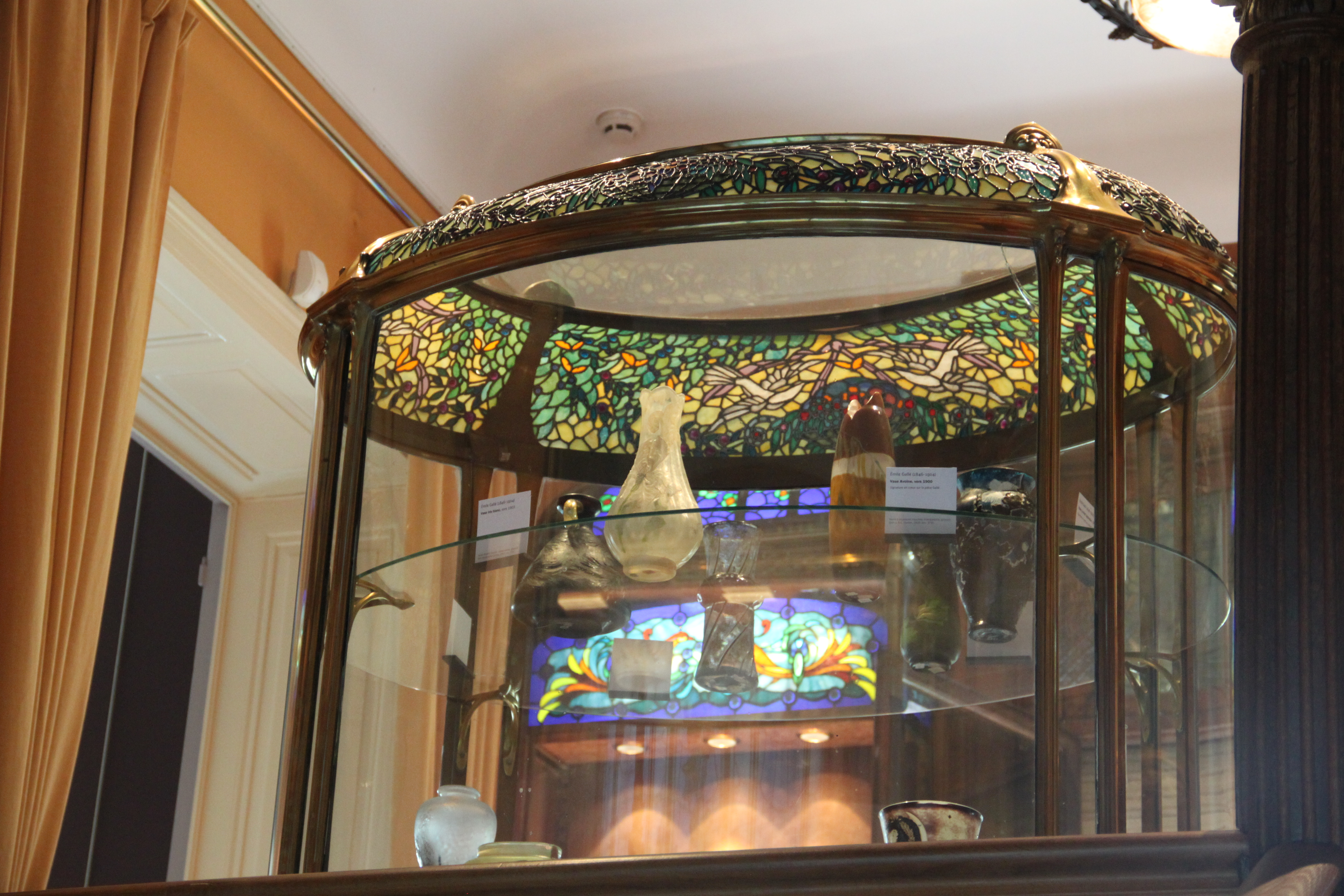
Collection Daum